# عین سیدی علی
عین سیدی علی (به عربی: عين سيدي علي) یک شهرداری در الجزایر است که در استان الاغواط واقع شده‌است.

## خصوصیات
عین سیدی علی ۴٬۲۲۰ نفر جمعیت دارد.